# 卢新宁
卢新宁（1966年12月—），江苏省淮安淮阴人，中华人民共和国政治人物，現任中国共产党广西壮族自治区委员会常委、广西壮族自治区人民政府副主席。

## 生平
1988年，毕业于北京大学中文系古典文献专业，之后留校读研究生。1991年，获得中国古典文献学硕士学位，同年进入人民日报社教科文部。1993年6月，加入中国共产党。1999年，担任人民日报社教科文部文化组组长。2004年，升任评论部副主任。2009年，担任评论部主任。2011年获全国五一劳动奖章。2014年，担任人民日报社编辑委员会委员兼评论部主任。2014年，升任人民日报社副总编辑。在人民日报社工作期间，卢新宁是人民日报“任仲平”写作组的主要成员。2018年6月，接任王一彪，开始兼任人民网股份有限公司董事长。2019年3月，辞掉人民网的董事长职位，中华人民共和国国务院任命出任中央人民政府驻香港特别行政区联络办公室副主任。
2024年8月，任中国共产党广西壮族自治区委员会常委、广西壮族自治区人民政府副主席。